# Metody ilościowe
Metody ilościowe – metody badawcze, w których określa się parametry liczbowe (w odpowiednich jednostkach), charakteryzujące badane zjawisko lub obiekt badań.
Niekiedy badania metodami ilościowymi poprzedzane są przez badania metodami jakościowymi.

## Metody ilościowe w naukach przyrodniczych
Dobrym przykładem jest chemiczna analiza ilościowa, w której określa się liczbowo zawartość określonego składnika w mieszaninie.
Zasadniczo różni się ona od chemicznej analizy jakościowej, w której określane jest występowanie (w granicach mierzalności danej metody badań) lub brak danego składnika w mieszaninie.

## Metody ilościowe w naukach klinicznych
W naukach klinicznych (medycyna, psychologia kliniczna) zastosowanie metod ilościowych zależy od rodzaju badania klinicznego.

W badaniach obserwacyjnych badacz dokonuje obserwacji próby badanej, a do wyników swoich obserwacji stosuje ilościowe metody opisowe lub analityczne (m.in. pozwalające na analizę związków przyczynowo-skutkowych). Przykładem kohortowego badania obserwacyjnego może być np. porównanie częstości karmienia piersią po pierwszym porodzie przez matki w wieku poniżej 20 roku życia w ośrodkach miejskich i wiejskich.

W badaniach eksperymentalnych oceniany jest wpływ interwencji badacza w próbę badaną na wybrane miary ilościowe opisujące tę próbę. Przykładem prostego badania eksperymentalnego może być np. ocena skuteczności zachęcania do karmienia piersią prowadzona w ramach „szkół rodzenia” na zwiększenie częstości karmienia piersią (interwencją badacza jest tu program „zachęcania”, miarą skuteczności np. odsetek matek karmiących piersią przez określony czas, wyniki – aby były wiarygodne – należy zestawić z analogicznymi miarami dla grupy kontrolnej w której nie zastosowano interwencji badawczej).